# Lettergorman SW

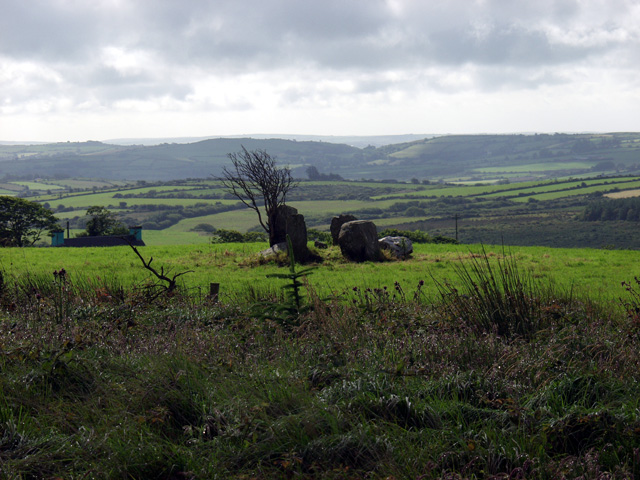
Lettergorman SW

Lettergorman SW (auch Lettergorman S - irisch Leitir Gormáin auch Maultanvally genannt), bei Ballygurteen im County Cork in Irland, ist ein fünfsteiniger Steinkreis der Cork-Kerry-Serie. Ein sechster Block aus weißem Quarz liegt direkt neben dem Steinkreis. Quarzsteine (irisch Grianchloch – deutsch „Sonnenstein“) sind oft mit Steinkreisen vergesellschaftet. Der Name des Townlands Leitir Gormáin bedeutet (deutsch „Kornblumen-Hang“).
Fünfsteinige Kreise (englisch Five-stone Circles) bestehen aus einer Ring- oder D-förmigen Anordnung von mittelgroßen, einzeln stehenden Steinen, deren Anzahl fünf beträgt (z. B. Carrigagulla, Cullomane, Derreenataggart, Glanbrack, Kealkill, Knocknakilla oder Uragh). Ihr Durchmesser schwankt zwischen 2,3 und 4,0 Metern.
Der Steinkreis von Lettergorman SW besteht aus vier teilweise sehr dünnen Steinen. Ein dicker, fünfter Stein liegt im Südwesten des Kreises. Er ist etwa 1,5 m lang, 1,4 m hoch und über einen Meter dick. Die höchsten Steine sind die 1,6 m hohen sogenannten Portalsteine, von denen einer am Boden liegt. Verstreut um den Kreis gibt es viele Lesesteine.

## Lettergorman North
In Lettergorman North liegt ein Vier-Pfosten-Steinkreis (englisch Four-poster stone circle). Dieses seltene „Himmelsteinkreis“ ist einer von nur sechs in Irland. Der Steinkreis liegt auf einem Bergrücken mit Blick auf das Tal des Glashagloragh River. Die drei erhaltene Steine deuten auf eine trapezoide Anordnung.